# 2019年熱帶風暴伊美黛
熱帶風暴伊美黛（英語：Tropical Storm Imelda）是一个為德克薩斯州東南部造成了破壞性及破紀錄的洪水的热带气旋。在登陸2天內，伊美黛為德州東南部部分地區（尤其是加爾維斯頓和博蒙特）帶來了前所未有的降雨。部分地區的累計雨量高達1100毫米，造成嚴重的水災。伊美黛是美國得克薩斯州有史以來帶來第四多降雨量的熱帶氣旋。
伊美黛至少造成7人死亡，造成的總損失達50億美元。即使造成重大的經濟損失，伊美黛這個名字在季節結束後並未退役，這使得伊美黛成為有史以來造成第二嚴重損失而未退役的大西洋熱帶氣旋名稱，損失最嚴重而未被除名的是2020年的颶風薩莉。

## 氣象歷史
2019年9月12日，一個低壓區移動到墨西哥灣東部，低壓區的對流也開始增加。
9月14日，低壓區的上層內形成了一個弱表面槽，並向西北移動。美國國家颶風中心（NHC）開始監視該低壓區並对其未来两天发展评级为"LOW"。
9月17日，位於得克薩斯州東部的低壓區開始迅速增強。17時，美国国家飓风中心对其发布特殊警报，将其立即定义为潜在的热带气旋，并给予编号Eleven。17時45分，美国国家飓风中心将其升格为热带风暴，并命名伊美黛（Imelda）。18時30分，“伊美黛”以熱帶風暴登陆美国得克萨斯州弗里波特。
9月18日03時，美国国家飓风中心将其降格为熱帶低氣壓，同時转交于天气预报中心（WPC）发报。
9月19日，天气预报中心将其降格为後熱帶氣旋，并对其停止发报。